# 浜田市立図書館
浜田市立図書館（はまだしりつとしょかん）は、島根県浜田市が設置する公共図書館の総称。
中央図書館、金城図書館、三隅図書館、旭図書館、弥栄図書館の5施設と各地区のまちづくりセンター内に設置されている簡易閲覧所を総称して浜田市立図書館と称する。移動図書館「LOVE BOOK号」を運行している。

## 沿革

### 平成の大合併以前
- 1901年（明治34年）6月9日 - 蛭子町に私立図書館が開設される。
- 1940年（昭和15年）11月3日 - 市制施行により浜田町立図書館が浜田市立図書館に改称。
- 1969年（昭和44年）5月 - 浜田市立図書館が移転。
- 1971年（昭和46年）-  山村開発旭センター内に旭町立図書館開館。
- 1987年（昭和62年）-  金城町図書センター設置。

### （新）浜田市発足後
- 2005年（平成17年）10月1日 - 浜田市・旭町・金城町・三隅町・弥栄村が合併して新たに浜田市が発足し、浜田市立浜田図書館、浜田市立金城図書館、浜田市立旭図書館、浜田市立弥栄図書室、浜田市立三隅図書室と改称。
- 2013年（平成25年）2月10日 -  浜田市立浜田図書館が閉館。
- 2013年（平成25年）4月1日 - 弥栄図書室を弥栄図書館と改称。
- 2013年（平成25年）- 5月26日 浜田市立三隅図書館が開館。
- 2013年（平成25年）8月1日 -  浜田市立中央図書館が開館。
- 2016年（平成28年）3月15日 - 浜田市立金城図書館が浜田市役所金城支所内に移転。
- 2021年（令和3年）1月5日 - 浜田市立旭図書館が浜田市役所旭支所内に移転。
- 2021年（令和3年）4月1日 - 浜田市立弥栄図書館が杵束まちづくりセンター内に移転。

## 図書館一覧
| 図書館名           | 郵便番号 | 住所                                                        |
| ------------------ | -------- | ----------------------------------------------------------- |
| 浜田市立中央図書館 | 697-0024 | 島根県浜田市黒川町3748番地1                                 |
| 浜田市立金城図書館 | 697-0121 | 島根県浜田市金城町下来原171番地 浜田市役所金城支所1階       |
| 浜田市立旭図書館   | 697-0425 | 島根県浜田市旭町今市637番地 浜田市役所旭支所1階             |
| 浜田市立弥栄図書館 | 697-1122 | 島根県浜田市弥栄町木都賀イ526番地4 杵束まちづくりセンター内 |
| 浜田市立三隅図書館 | 699-3212 | 島根県浜田市三隅町古市場2002番地                            |

## 浜田市立中央図書館
浜田市立中央図書館（はまだしりつちゅうおうとしょかん）は、島根県浜田市黒川町にある公立図書館。愛称は「ラブックはまだ」。

### 歴史

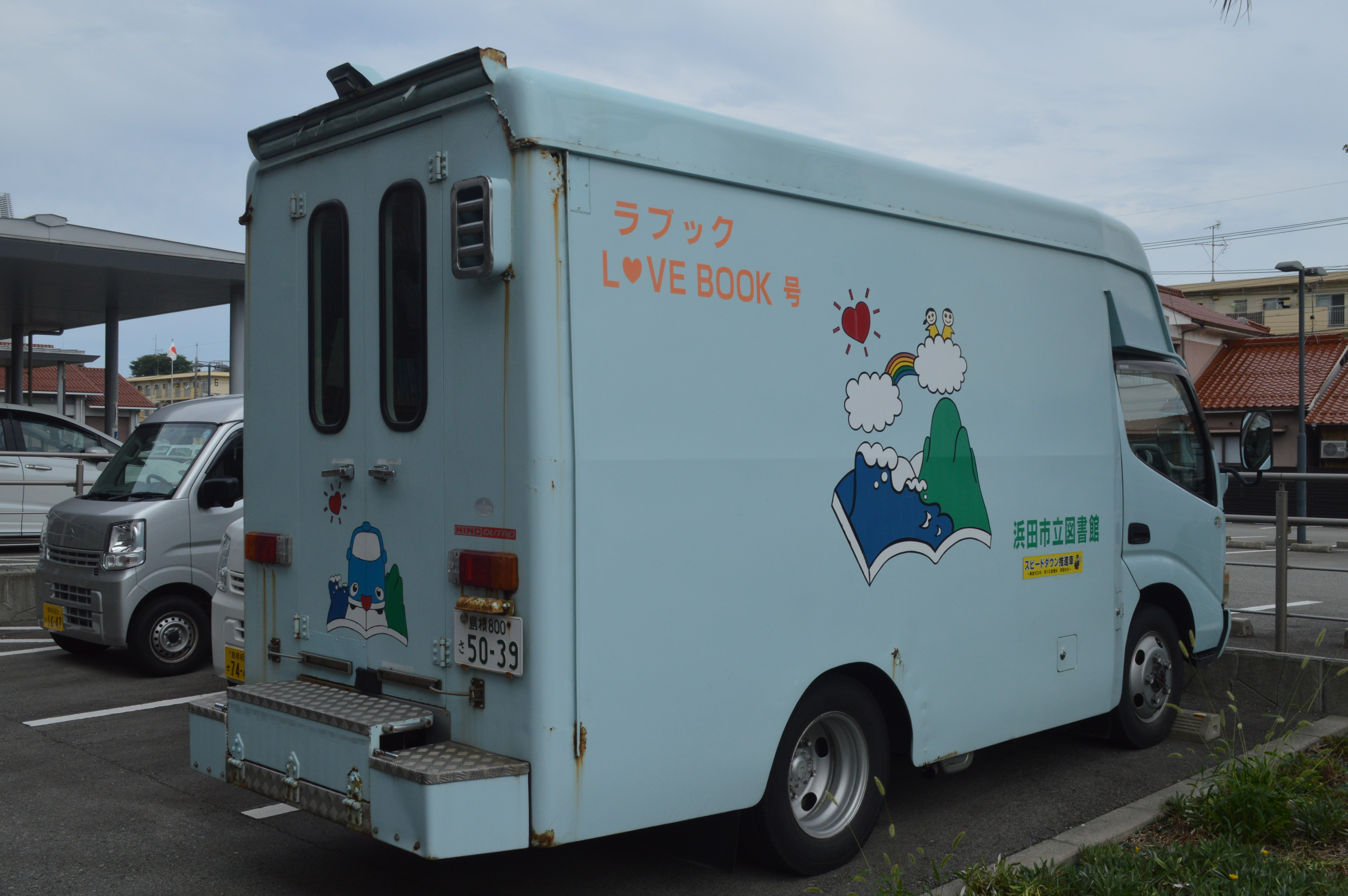
移動図書館「ラブック号」

浜田市殿町にあった浜田市立浜田図書館は1969年に建造された。蔵書は約15万冊あるが、延床面積は686㎡と県内の市立図書館の中で2番目に小さかった。加えて、駐車場が5台分しかなく、バリアフリー化も不十分なため、市民から使い勝手の悪さが指摘されてきた。
このため、2009年11月に新図書館の建設が決定、2011年2月には「浜田市図書館建設基本計画」が策定され、2012年3月には黒川町の浜田医療センター跡地に浜田市立中央図書館の建築主体工事が開始された。2013年2月1日に浜田市立浜田図書館が閉館し、8月10日に浜田市立中央図書館が開館した。
図書館には「ラブックはまだ」という愛称が付けられている。愛称は全国公募によって決定された。浜田市が2007年から運営している、英語のラブ（愛）とブック（本）を掛けて名付けた移動図書館「ラブック号」にちなんでいる。

### 施設
建物は鉄筋2階建てで、屋根には石見地方の名産である石州瓦が使われている。設計は大建設計。施工は伊原組・佐々木組・中山工務店JVが手がけた。「平成25年度しまね建築・住宅コンクール建築物部門 優秀賞」、第21回しまね景観賞公共建築部門優秀賞を受賞している。
蔵書は当初17万冊で最大30万冊まで収納できる。

### 佐々田文庫
佐々田懋はこの地域出身の衆議院議員・貴族院議員である。1940年（昭和15年）3月、佐々田が私財を投じた財団法人佐々田奉公会が設立され、育英事業や公民館への助成などが行われた。1969年（昭和44年）に浜田市立図書館が開館すると、毎年佐々田奉公会から図書館に対して多額の図書購入費が寄付された。図書館内には佐々田文庫が設置され、寄贈書には「佐々田文庫」の印が押されている。2013年（平成25年）3月31日、佐々田奉公会は存続期間を満了して役目を終えた。

### 利用案内
資料を借りる際には図書館カードを作成する必要がある。
- 開館時間：9時から19時
- 休館日：毎月第2・第4月曜日（その日が祝日の場合、その直後の平日）、年末年始など。
- アクセス：石見交通「黒川町」バス停より徒歩約1分、またはJR山陰本線浜田駅より徒歩約10分。